# Zwackhiomyces diederichii
Zwackhiomyces diederichii is een korstmosparasiet behorend tot de familie Xanthopyreniaceae. Hij parasiteert op het korstmos Gevorkt heidestaartje (Cladonia furcata).

## Kenmerken
De ascomata hebben een diameter van 75-180 µm, uitstekend in het bovenste deel en verspreid tot losjes gegroepeerd. De wand is oranjebruin of bruin, met een heterogene pigmentatie en een olijfgrijze tint in kaliumhydroxide (K). Interascal hyfen zijn helder, draadvormig, (0,5-3,5) µm in diameter, weinig vertakt en vertonen geen zwelling aan de top. Het hymeniale gel is niet kleurbaar met kodium (I) en K/I. De asci zijn subcilindrisch tot iets breder in het midden of onderste helft, soms afgeknot aan de top, (35-63) × (6,5-10,5) µm, 8-sporig. De ascosporen zijn smal obovoid, met de bovenste cel breder en soms tot twee keer langer dan de onderste, (8,0-15,0) × (2,6-4,7) µm, met een verhouding lengte/breedte van (2,4-4,4), 1-septaat, soms licht ingesnoerd bij het septum en de wand is glad.

## Verspreiding
Zwackhiomyces diederichii is een Europese soort.. In Nederland komt het zeer zeldzaam voor. 